# Министерство труда, занятости и социальной защиты Боливии
Министерством труда, занятости и социальной защиты Боливии курирует трудовые отношения, пенсионное и социальное обеспечение.
Министерство было основано в период «социалистического милитаризма» правительств Хермана Буша и Давида Торо, а именно во время первого краткого появления Буша на посту президента. Оно было сформирован в тот же день бескровного военного переворота, который привёл его к власти. Под лозунгом «военного социализма» президентов Буша и Торо Руйловы, Минтруда сформулировал трудовой кодекс и повальную массу профсоюзов рабочих Боливии. Первым его возглавил профсоюзный лидер Вальдо Альварес.

## Организационная структура
- Заместитель министра труда и социального обеспечения
  - Главное управление работы, гигиены и безопасности труда
  - Главное управление социальной политики безопасности
  - Генеральная дирекция по вопросам профсоюзов
- Заместитель министра занятости, государственной службы, и кооперативов — вице-министр
  - Главное управление занятости
  - Главное управление государственной службы
  - Главное управление кооперативов